# Teudis atrofasciatus
Teudis atrofasciatus är en spindelart som beskrevs av Cândido Firmino de Mello-Leitão 1922. 
Teudis atrofasciatus ingår i släktet Teudis och familjen spökspindlar. Inga underarter finns listade i Catalogue of Life.